# Berliner Fernsehturm
Berliner Fernsehturm (Berlínská televizní věž) je televizní věž v centru Berlína nedaleko náměstí Alexanderplatz na adrese Panoramastraße 1A. Byla postavena v letech 1965–1969 a k jejímu oficiálnímu otevření došlo 3. října 1969 v tehdejší socialistické Německé demokratické republice.
Vzhledem k poloze věže, která se nachází nedaleko od Alexanderplatz je také přezdívána jako Alex-Turm, zejména návštěvníky Berlína.

## Popis
Původní výška věže byla 365 metrů, po instalaci antény v 90. letech 20. století se výška změnila na 368 metrů. Jedná se o nejvyšší volně stojící stavbu v Evropské unii a čtvrtou nejvyšší v Evropě, po moskevské věži Ostankino, kyjevské televizní věži a věži v Rize. Ve středu koule, jejíž průměr činí 32 metrů, se nachází ve výšce 203 metrů pozorovatelna a otáčející se restaurace Telecafé, která je umístěna o 4 metry výše. Viditelnost během jasného dne je až 42 km. Restaurace, která se otočí jednou za 20 minut, se nachází několik metrů nad pozorovatelnou. Původně se otáčela jednou za hodinu, rychlost byla nejdříve zdvojnásobena a poté ztrojnásobena.
Uvnitř se nachází dva výtahy, které vyvezou návštěvníky nahoru rychlostí 6 m/s. Třetí výtah slouží potřebám personálu. Kapacita pozorovatelny činí 120 osob a kapacita restaurace Telecafé činí 200 osob. Věž je členem asociace World Federation of Great Towers.

## Restaurace
Ve vyšším podlaží (výška 207 metrů) byla zbudována restaurace s otočnou podlahou. Podnik se původně jmenoval Telecafé, po převratu byl přejmenován na Sphere. V dobách NDR byl o návštěvu restaurace velký zájem a proto býval pobyt hostů omezen na 1 hodinu, dobu jedné otočky. Rychlost otáčení je nastavitelná a pohybuje se v rozsahu 1–2 otočení za hodinu. Kuchyně restaurace se z bezpečnostních důvodů nachází v přístavbě pod věží. Připravené pokrmy se do restaurace dopravují výtahem. Místo v restauraci je třeba rezervovat předem, a to nákupem speciální vstupenky. Restaurace Sphere má 200 míst, stoly jsou rozmístěny ve dvou řadách.

## Papežova pomsta
Věž byla za Východního Německa odpůrci komunistického režimu často posměšně označována jakožto „Papežova pomsta“. Když se ji totiž ateistická komunistická vláda rozhodla vybudovat, hodlala to i propagačně využít a (jak se později ukázalo, velmi nešťastně) přitom přišla s tezí, že věž, která výrazně převýší věže všech kostelů, je symbolem pokroku vítězícího nad středověkem. Když však byla věž postavena, dočkali se soudruzi nemilého překvapení: její struktura a použitý materiál totiž způsobují, že za jasného slunce vytváří světlo na kouli věže obrovský kříž, který se stal pro křesťany symbolem nezničitelnosti Kristovy církve.
Stejný důvod má i druhá posměšná přezdívka – "Sankt Walter", tedy "Svatý Walter", podle generálního tajemníka SED Waltera Ulbrichta.

## Galerie

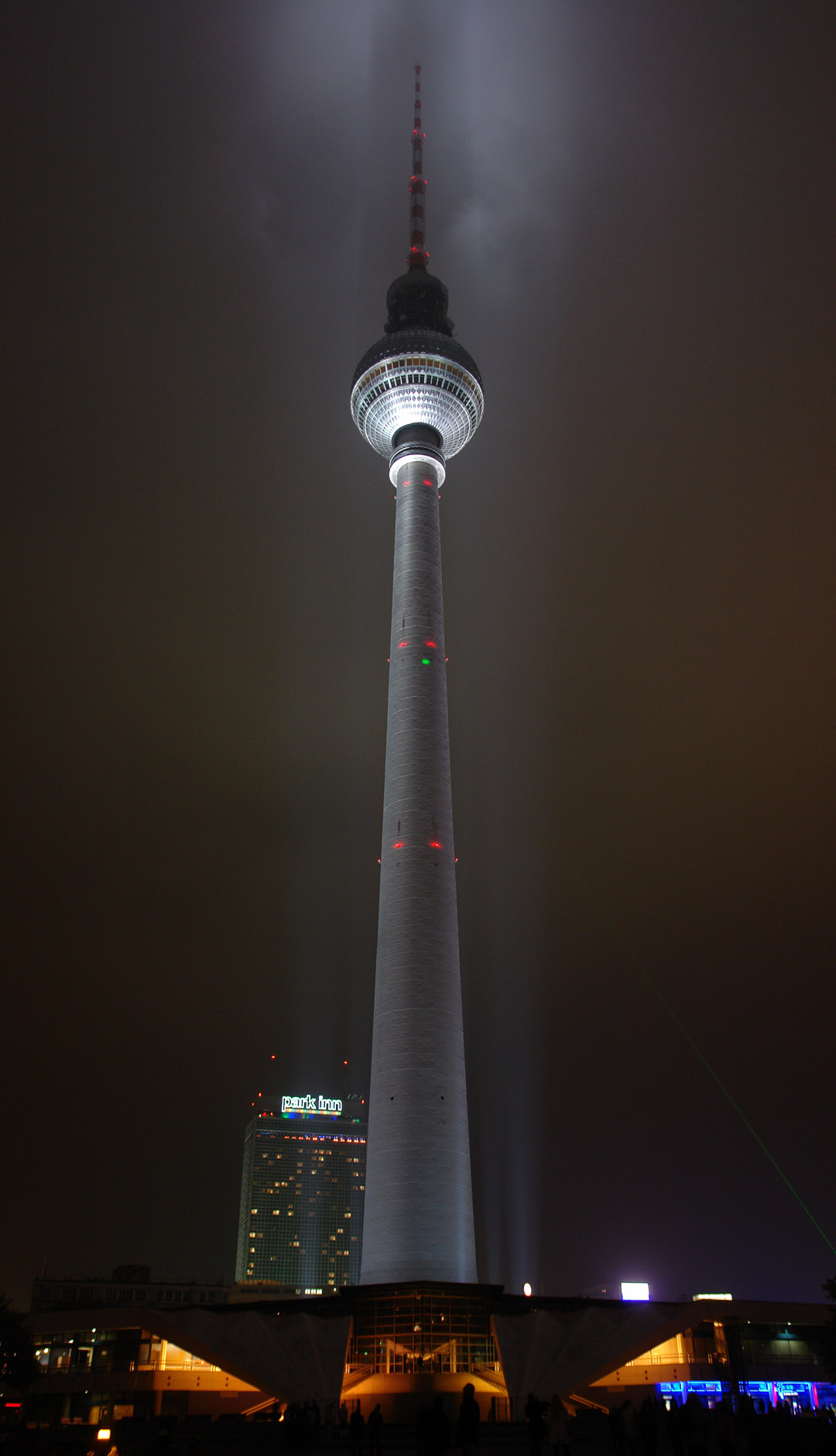
Fernsehturm
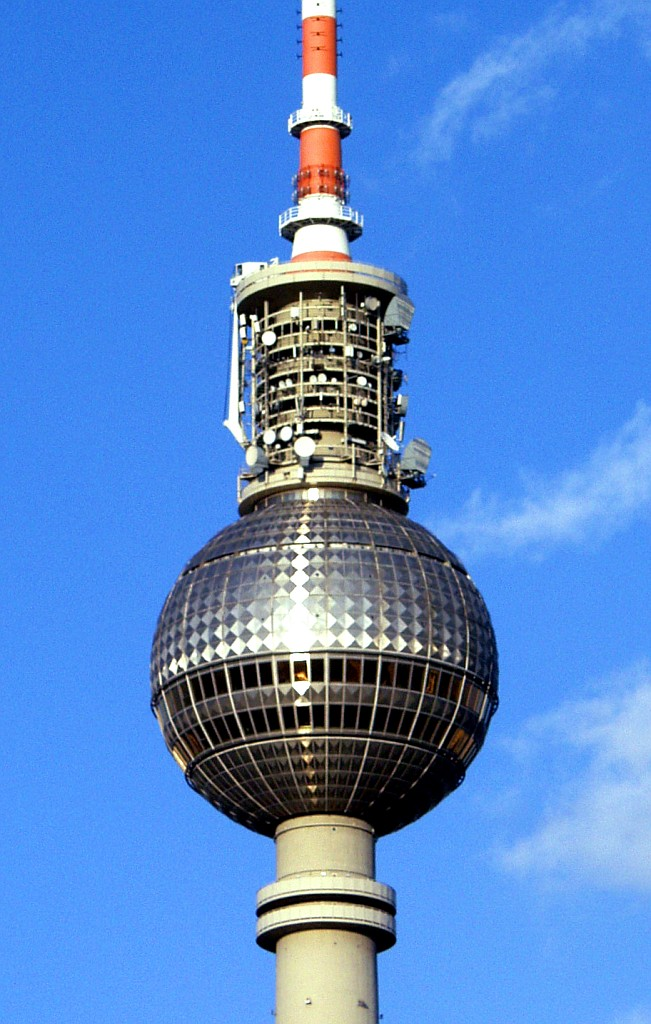
Koule berlínské věže
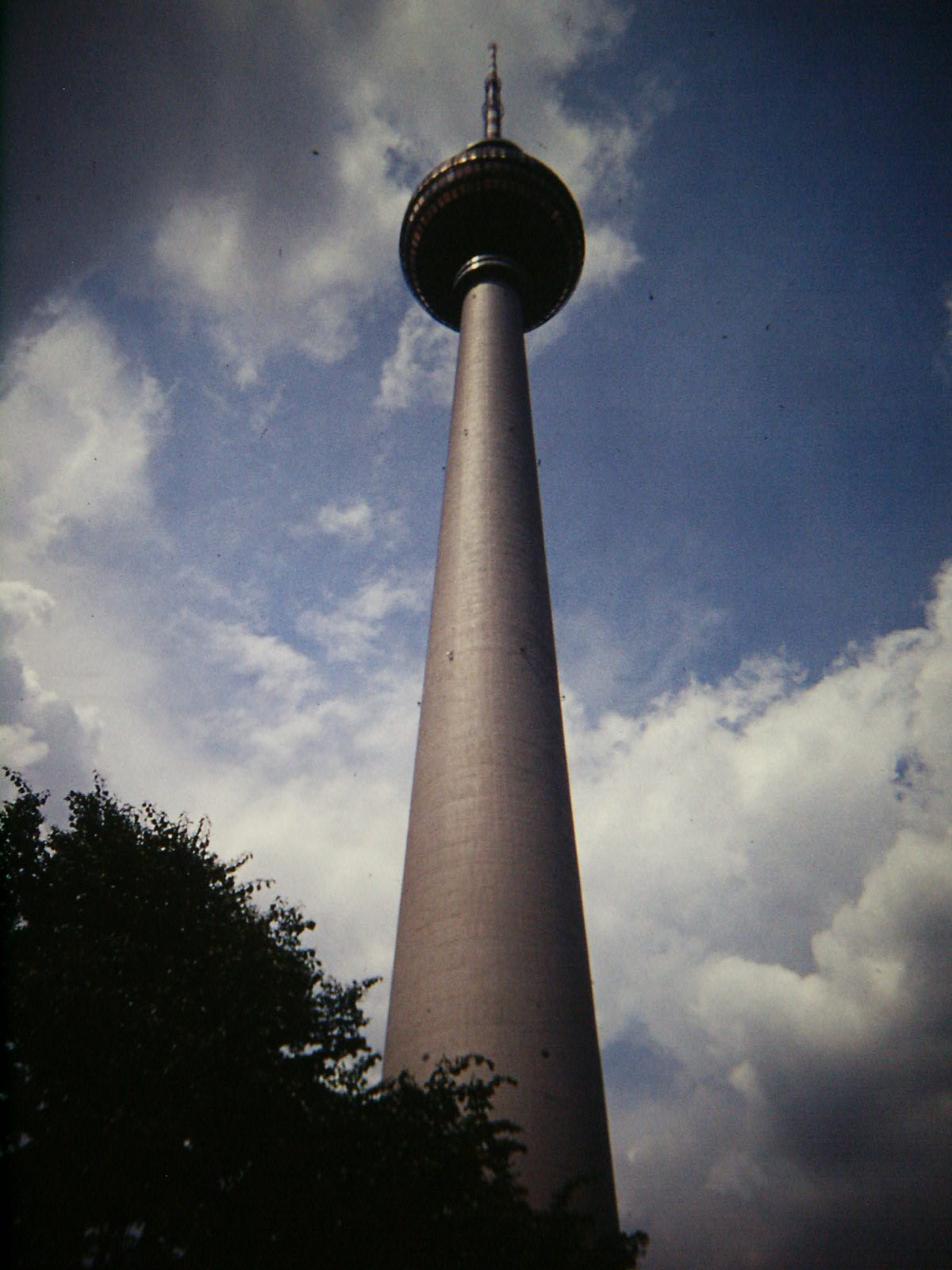
Fernsehturm